# Ninox affinis
Ninox affinis là một loài chim trong họ Strigidae.